# 6681 Прокопович
6681 Прокопо́вич (6681 Prokopovich) — астероїд головного поясу, відкритий 6 вересня 1972 року.
Тіссеранів параметр щодо Юпітера — 3,644.